# Coelidiana stricta
Coelidiana stricta är en insektsart som beskrevs av Chiamolera och Rodney Ramiro Cavichioli 2005. Coelidiana stricta ingår i släktet Coelidiana och familjen dvärgstritar. Inga underarter finns listade i Catalogue of Life.